# QtParted
QtParted是一個GNU Parted的Qt前端，是KDE在開發出KDE Partition Manager前的官方分割工具，可以用於建立、刪除、移動分割，調整分割大小等操作。使用GNU Parted作為後端，並以Qt作為前端。它也可以使用ntfsresize來調整NTFS的分割大小。不支持調整LVM。
QtParted開發團隊並不直接提供使用QtParted的LiveCD。但被包含在Ark Linux的Live CD裡（Ark Linux開發團隊目前仍繼續維護QtParted），以下的發行版也包含了QtParted：Knoppix、Kubuntu、MEPIS、NimbleX、Trinity Rescue Kit.
KDE Partition Manager在2005年後取代了QtParted。

## 外部連結
- QtParted專案首頁（页面存档备份，存于）